# Samuel Guerra
Samuel Guerra (* 11. Mai 1993 in Isone) ist ein Schweizer Eishockeyspieler, der seit Juli 2021 beim HC Lugano aus der Schweizer National League unter Vertrag steht und dort auf der Position des Verteidigers spielt. Guerra gewann sowohl in den Jahren 2011 und 2015 mit dem HC Davos als auch 2018 mit den ZSC Lions die Schweizer Meisterschaft. Sein Bruder Uinter Guerra ist ebenfalls professioneller Eishockeyspieler.

## Karriere
Guerra stand als Juniorenspieler für den HC Ambrì-Piotta auf dem Eis, ehe 2009 der Wechsel zum HC Davos folgte. Für diesen debütierte er im Verlauf der Saison 2009/10 in der National League A (NLA) und bestritt in derselben Spielzeit ausserdem einige Partien bei deren Elite-Junioren. In der darauffolgenden Spielzeit 2010/11 gewann der Verteidiger mit den Bündnern erstmals in seiner Laufbahn die Schweizer Meisterschaft, wobei Guerra in 41 Partien der Hauptrunde auf dem Eis stand und zwei Playoff-Einsätze in seiner persönlichen Statistik notierte. Während der Saison 2012/13 erzielte der Linksschütze am 22. September 2012 seinen ersten Treffer in der National League A gegen die Rapperswil-Jona Lakers. Im Frühjahr 2015 gewann er mit den Bündnern seine zweite Meisterschaft.
Zwischen 2016 und 2018 spielte Guerra für die ZSC Lions und gewann mit diesen 2018 seinen dritten Schweizer Meistertitel. Im November zuvor hatte er bereits einen Vertrag für die Saison 2018/19 bei seinem Heimatverein Ambrì-Piotta unterschrieben, so dass er nach dem Meisterschaftsgewinn die Lions verliess. Nach nur einer Saison wechselte er zurück ins Bündnerland zum HC Davos. Zur Spielzeit 2021/22 wurde er vom HC Lugano unter Vertrag genommen.

### International
Für die Schweiz nahm Guerra an den U18-Junioren-Weltmeisterschaften 2010 und 2011 sowie den U20-Junioren-Weltmeisterschaften 2011 und 2013 teil.

## Erfolge und Auszeichnungen
- 2011 Schweizer Meister mit dem HC Davos
- 2015 Schweizer Meister mit dem HC Davos
- 2018 Schweizer Meister mit den ZSC Lions

## Karrierestatistik
Stand: Ende der Saison 2024/25

### International
Vertrat Schweiz bei:
- U18-Junioren-Weltmeisterschaft 2010
- U20-Junioren-Weltmeisterschaft 2011
- U18-Junioren-Weltmeisterschaft 2011
- U20-Junioren-Weltmeisterschaft 2013

(Legende zur Spielerstatistik: Sp oder GP = absolvierte Spiele; T oder G = erzielte Tore; V oder A = erzielte Assists; Pkt oder Pts = erzielte Scorerpunkte; SM oder PIM = erhaltene Strafminuten; +/− = Plus/Minus-Bilanz; PP = erzielte Überzahltore; SH = erzielte Unterzahltore; GW = erzielte Siegtore; 1 Play-downs/Relegation; Kursiv: Statistik nicht vollständig)